# Nakamurella endophytica
Nakamurella endophytica es una bacteria grampositiva del género Nakamurella. Fue descrita en el año 2016. Su etimología hace referencia a perteneciente a las plantas. Es aerobia e inmóvil. Tiene un tamaño de 0,8-1,2 μm de diámetro, con forma de coco. Forma colonias circulares, lisas, enteras y de color naranja-amarillo. Crece bien en agar ISP2 y R2A, poco en TSA. Temperatura de crecimiento entre 20-37 °C, óptima de 28-30 °C. Catalasa positiva y oxidasa negativa. Es sensible a minociclina y rifamicina. Resistente a los antibióticos aztreonam, ácido nalidíxico y vancomicina. Tiene un contenido de G+C de 67,8%. Se ha aislado de la superficie del árbol Kandelia candel en China.